# Manuel Candamo Iriarte
Manuel Candamo Iriarte (Lima; 1841 — Arequipa; 7 de Maio de 1904) foi um político e Presidente do Peru.